# 신국악단 소리아
소리아밴드(SOREA Band)는 "Soul Of KOREA"를 슬로건으로 활동하는 대한민국의 공연예술단체이며, 한국 전통 음악을 기반으로 하고 있다.
신국악 소리아밴드는 'Soul of KOREA'의 의미로 글로벌 문화교류를 위해 청와대 초청공연을 비롯하여 미국 백악관, 영국 템즈페스티벌, 프랑스 샹리브르 페스티벌 등에서 공연콘텐츠를 선보이고 있는 국가대표 예술단체이다.

## 수상 목록
- 2013년 지방문예회관 우수공연 프로그램 선정 (한국문예회관연합회)
- 2011년 대한민국 해외홍보영상 출연 - 김연아, 소녀시대, 동방신기, 원더걸스 등 (문화체육관광부)
- 2011년 보건복지부 결핵홍보대사 위촉 (연임)
- 2010년 대한민국나눔대상 대상 (국회상임위원장상) 수상
- 2010년 창작곡 '뷰티풀코리아' 중학교 교과서 수록
- 2009년 문화체육관광부 ‘한스타일 지원사업’ 선정작 (한국콘텐츠진흥원)
- 2006년 대중음악 분야 우수신인앨범 문화관광부 장관상 수상 (문화체육관광부)
- 2005년 국악축전창작국악경연대회 금상 수상 (한국문화예술위원회)

## 음반 목록
- Heartbeat Of The Deepest Sea / 소리아(SOREA) | 2014.05.30
- 어기야디여라차 (Aguiadiaracha) / 소리아(SOREA) | 2014.02.28
- 진짜잔치 (Zincha Zanchi) / 소리아(SOREA) | 2014.01.28
- A Song For You / 소리아(SOREA) | 2013.02.04
- Deepest Sorrow (Digital Single) / 소리아(SOREA) | 2011.04.08
- Monsterious Story (EP) / 소리아(SOREA) | 2009.12.15
- 1st Single Album / 소리아(SOREA) | 2006.05.13